# Élections générales argentines de 2009
Les élections générales de 2009 en Argentine ont eu lieu le 28 juin 2009. Organisées de façon anticipée par le gouvernement péroniste de Cristina Fernández de Kirchner (centre-gauche), qui voulait éviter une défaite importante en raison de l'impopularité des mesures prises à la suite de la crise économique liée aux subprimes (hausse des impôts, etc.), elles concernaient la moitié des sièges de la Chambre des députés (soit 127 députés) et un tiers de ceux du Sénat (soit 24 sénateurs). 
La stratégie péroniste n'a que partiellement réussi, puisque ces élections, qui devaient normalement se tenir le 25 octobre 2009, ont marqué un recul important du Parti justicialiste au pouvoir, noyau du Front pour la victoire (-22 députés), qui demeure toutefois en tête (près de 31 % des voix) face à l'Accord civique et social (près de 29 % des voix; + 16 députés et +7 sénateurs), une coalition de centre-gauche formée par l'Union civique radicale, la Coalition civique d'Elisa Carrió et le Parti socialiste. La droite, qui demeure largement minoritaire (plus de 18 %) des voix, a cependant fait des progrès importants (+20 députés), s'étant alliée au sein de Unión - Pro (PRO), menée par l'homme d'affaires Francisco de Narváez. Le « Parti justicialiste dissident » s'est allié contre le kirchérisme à PRO, obtenant, au total, 18,7 % des voix.
D'autres partis mineurs se sont présentés, dont en particulier l'Unión Celeste y Blanco (droite, alliée dans certaines régions à PRO) et, à gauche, Solidaridad e Igualdad (issu d'une scission de l'Afirmación de una República Igualitaria dirigée par Elisa Carrió), Proyecto Progresista et Proyecto Sur, représenté en particulier par le cinéaste Fernando Solanas, qui critique le libéralisme économique du kirchnérisme.
Outre les législatives et les sénatoriales partielles, des élections ont aussi eu lieu au niveau des provinces et de la ville autonome de Buenos Aires pour divers postes.

## Campagne présidentielle
La présidente Cristina Kirchner annonça le 13 mars 2009 l'anticipation des élections, déclarant que cela permettrait au gouvernement de se consacrer aux problèmes économiques plutôt qu'à la politique (la croissance économique était passée de 8,8 % en 2007 à 6,8 % en 2008 sous l'effet de la crise des subprimes). L'opposition a critiqué cette décision, avançant qu'il s'agissait davantage pour le Front pour la victoire au pouvoir de tenir les élections avant que la popularité de Kirchner ne décline. 
Le maire de Buenos Aires, Mauricio Macri (droite), avait quant à lui avancé les élections municipales au 27 juin 2009 peu avant cette annonce, afin de les décaler par rapport aux élections nationales et de, disait-on, donner une chance à son parti (Compromiso para el cambio-Proposition républicaine) de s'organiser en vue de ces dernières.
La campagne fut marquée par diverses péripéties, dont notamment la tentative de l'Union civique radicale (UCR) de faire annuler les candidatures de Néstor Kirchner, en alléguant une clause de résidence, ainsi que de Daniel Scioli et de Sergio Massa, accusés de ne se présenter qu'à titre symbolique (ayant par ailleurs d'autres fonctions officielles, ils n'auraient pu, même élus, cumuler les postes). Ces tentatives ont échoué.
Le vice-président de la Fédération agraire argentine (patronale), Alfredo De Angeli, défraya aussi la chronique en déclarant, début juin 2009, à une réunion de propriétaires terriens qu'ils devraient amener les ouvriers agricoles aux bureaux de vote et leur dire pour qui voter. Cette déclaration ouverte de clientélisme fut critiquée de toutes parts, et l'initiative de De Angeli désavouée par sa fédération, qui avait été l'un des acteurs majeurs de la grève patronale agricole de 2008 (es).

## Résultats généraux et conséquences politiques
Note: la difficulté de comptabiliser les résultats au niveau national (la composition exacte des alliances variant au sein de chaque province) peut expliquer certaines différences de comptabilité selon les sources. Les sources du tableau sont: Tableau du Clarín; La oposición quiere dar señales de cambio y va contra los superpoderes, Clarín, 30 juin 2009. 
Aux élections d'octobre 2007, au cours desquelles Cristina Fernández de Kirchner fut élue présidente, le Front pour la victoire de Néstor Kirchner, alors président, avait remporté 62 sièges à la Chambre des députés et 5 au Sénat, ce qui lui faisait un total de 129 sièges et 11, respectivement. De son côté, la Coalition civique d'Elisa Carrió détenait au total 18 sièges à la Chambre des députés et deux au Sénat, contre 24 et 7 pour l'Union civique radicale (UCR) . Les sièges restants étaient échus à des partis mineurs ou/et régionaux.  
L'Accord civique et social (ACyS, Coalition civique, UCR et Parti socialiste) est le grand gagnant du scrutin, se transformant en deuxième groupe parlementaire; toutefois, ce progrès masque le déclin relatif de l'UCR par rapport à ses alliés. La droite (Unión - Pro) gagnait 12 sièges de députés, mais aucun au Sénat.
Le recul du Parti justicialiste-Front pour la victoire, qui perdait la majorité dans les deux Chambres, n'ayant plus que 107 sièges à la Chambre des députés et 35 au Sénat, a conduit à la démission du ministre de l'Économie, Carlos Rafael Fernández, qui défendait une position dure face aux revendications des organisations patronales agricoles, ainsi qu'à celle du président du Parti justicialiste, Néstor Kirchner, remplacé par le vice-président Daniel Scioli. Cette dernière a toutefois été rejetée par le Conseil national du justicialisme en novembre 2009, et Kirchner a repris ses fonctions.
| Parti                                | Nombre de députés avant le 10 décembre 2009 | Sièges de députés en jeu lors des élections de juin 2009 | Nombre de députés élus en juin 2009 | Évolution en nombre de députés | Total du nombre de députés (sur 257) |
| ------------------------------------ | ------------------------------------------- | -------------------------------------------------------- | ----------------------------------- | ------------------------------ | ------------------------------------ |
| Kirchnéristes                        | 116                                         | 60                                                       | 41                                  | - 19                           | 97                                   |
| Alliés K Soutenant le gouvernement   | 21                                          | 9                                                        | 5                                   | - 4                            | 17                                   |
| Accord civique et social             | 61                                          | 24                                                       | 41                                  | + 15                           | 76                                   |
| Unión - Pro                          | 14                                          | 8                                                        | 20                                  | + 12                           | 26                                   |
| Parti justicialiste non kirchnériste | 16                                          | 11                                                       | 12                                  | + 1                            | 17                                   |
| Autres partis                        | 29                                          | 13                                                       | 8                                   | - 5                            | 24                                   |

| Parti                        | Total du nombre de sénateurs depuis les élections (sur 72) | Évolution en nombre de sénateurs |
| ---------------------------- | ---------------------------------------------------------- | -------------------------------- |
| Kirchnéristes                | 36                                                         | - 4                              |
| Accord civique et social     | 23                                                         | + 7                              |
| Péronisme dissident (droite) | 9                                                          | 0                                |
| Autres partis                | 4                                                          | - 3                              |

## Résultats par circonscription

### Ville de Buenos Aires
| Parti | Votes   | Pourcentage |
| --- | ------- | ----------- |
| PRO (Movimiento de Integración y Desarrollo, Partido Federal, Partido Demócrata Progresista, Partido Unión Popular, Recréer pour la croissance, Partido Demócrata)                                                                                           | 561 847 | 31,09 %     |
| Proyecto Sur (Partido Socialista Auténtico, Buenos Aires Para Todos, Solidaridad e Igualdad) | 437 634 | 24,21 %     |
| Accord civique et social (Política Abierta para la Integridad Social, Afirmación para una República Igualitaria, Unión por Todos, Union civique radicale) | 344 388 | 19,05 %     |
| Encuentro Popular para la Victoria et Front pour la victoire (Parti communiste, Parti humaniste, Frente Grande, Partido de la Victoria, Partido Solidario, Movimiento de Acción Vecinal, Espacio Abierto por Buenos Aires, Proyecto y Participación Popular) | 210 136 | 11,63 %     |
| Diálogo por la Ciudad (Partido de la Generación Intermedia, Frente Progresista y Popular) | 59 308  | 3,28 %      |
| Parti socialiste | 42 721  | 2,36 %      |
| Autodeterminación y Libertad | 36 951  | 2,04 %      |
| Jubilados en Acción | 29 196  | 1,62 %      |

Bureaux de vote examinés: 99,65 %

### Province de Buenos Aires

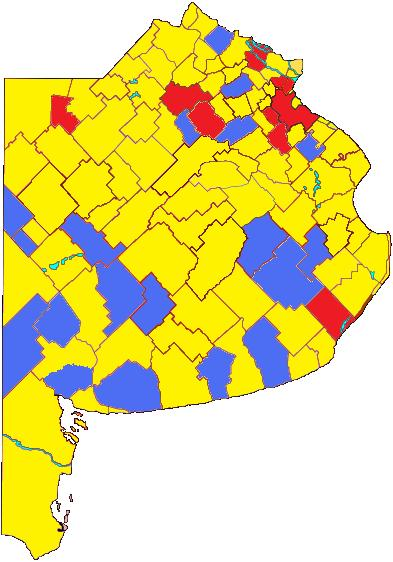
Gagnants dans les partidos de la province de Buenos Aires. En rouge le Front pour la victoire, en bleu l'Accord civique et social et en jaune l'Unión - Pro.

Résultats officiels de Elecciones.gov.ar (seuls les candidats ayant obtenu plus de 1 % sont comptabilisés).
| Parti | Votes     | Pourcentage |
| --- | --------- | ----------- |
| Unión - Pro (Movimiento De Integración Y Desarrollo, Partido Federal, Unión Del Centro Democrático, Recréer pour la croissance, Proposition républicaine (ex Compromiso Para El Cambio), Unión Celeste Y Blanco, Partido Popular Cristiano Bonaerense, Partido Nuevo Buenos Aires)           | 2 504 252 | 34,58 %     |
| Front pour la victoire (Parti justicialiste, Partido Intransigente, Partido Progreso Social, Partido Conservador Popular, Partido Humanista, Frente Grande, Partido De La Victoria, Memoria Y Movilización Social, Partido Verde Bonaerense, Polo Social, Movimiento Hacer Por Buenos Aires) | 2 325 076 | 32,11 %     |
| Accord civique et social (Partido Demócrata Progresista + Política Abierta Para La Integridad Social + Encuentro Popular + Movimiento Vecinalista Provincial + Integración Y Movilidad Social + Frente Radical Socialista + GEN + ARI)                                                       | 1 555 825 | 21,48 %     |
| Nuevo Encuentro (Movimiento Libres Del Sur (ex Corriente Patria Libre), Partido De Los Comunistas De La Provincia De Buenos Aires, Parti de la révolution démocratique (ex Nueva Democracia), Encuentro Por La Democracia Y La Equidad, Solidaridad E Igualdad)                              | 402 502   | 5,56 %      |
| Frente de Izquierda y los Trabajadores, Anticapitalista y Socialista (Partido de los Trabajadores Socialistas, Movimiento al Socialismo et la Gauche socialiste) | 106 764   | 1,47 %      |
| Partido Obrero | 77 223    | 1,07 %      |

Bureaux de vote examinés : 96,68 %

### Province de Catamarca
Le Front civique et social, une coalition centriste au pouvoir à Catamarca depuis 1991, formée principalement des radicaux , arrive première avec 42,8 % des voix, infligeant une défaite importante au kirchérisme. Le Front pour la victoire n'obtient en effet que 33 % des voix, et Gestion pour Catamarca arrive loin derrière avec 3,7 % des suffrages.

### Province du Chaco
| Parti                                | Votes députés | Pourcentage |
| ------------------------------------ | ------------- | ----------- |
| Alianza Frente Chaco Merece Más      | 254 991       | 49,90 %     |
| Accord civique et social             | 227 006       | 44,42 %     |
| Partido Obrero                       | 8 565         | 1,68 %      |
| Proyecto Sur                         | 6 129         | 1,20 %      |
| Partido Popular de la Reconstrucción | 5 595         | 1,09 %      |
| Partido Comunista                    | 5 487         | 1,07 %      |

Bureaux de vote examinés: 99,77 %

### Province de Córdoba
Luis Juez et Norma Morandini (Front civique) ont été élus sénateurs, le troisième siège ayant été remporté par le radical Ramón Mestre. Les radicaux ont aussi obtenu trois sièges de députés (Oscar Aguad, Hipólito Faustinelli et Gladis Espíndola), tout comme le Front civique (Alonso, Mazzarella et Ernesto Martínez). L'Union pour Córdoba a obtenu deux sièges (Francisco Fortuna et Estela Garnero) tandis que le kirchnérisme n'obtenait qu'un siège (Carmen Nebreda).
| Parti | Votes législatives | Pourcentage | Votes sénatoriales | Pourcentage |
| --- | ------------------ | ----------- | ------------------ | ----------- |
| UCR | 480 185            | 29,04 %     | 440 036            | 26,70 %     |
| Accord civique et social (allié au Partido Nuevo Contra La Corrupción Por La Honestidad Y Transparencia, Córdoba en Acción, Afirmación para una República Igualitaria, Unión Vecinal Federal et au Parti socialiste) ) | 462 561            | 27,97 %     | 504 792            | 30,63 %     |
| Unión por Córdoba-Compromiso Federal (mené par le Parti justicialiste et le Parti démocrate-chrétien, et intégrant aussi Acción Popular, Unión Ciudadana, Frente Federal de Córdoba, Unión Vecinal de Córdoba, Movimiento de Acción Vecinal, PAIS, Movimiento Popular Cordobés, Nuevo PAIS, Movimiento de las Provincias Unidas, Movimiento Patriótico, Fuerza Transformadora, Movimiento de Unidad Vecinalista, Primero la Gente, Recréer pour la croissance, Política Abierta Para La Integridad Social et Nupas) | 424 248            | 25,66 %     | 429 364            | 26,05 %     |
| Frente para la Victoria, la Equidad y la Justicia Social (Partido de la Victoria, Parti intransigeant, Parti communiste, Parti humaniste, Partido Frente Grande, Partido Cambio Córdoba, Acción para el Cambio et Parti de la révolution démocratique) | 150 633            | 9,12 %      | 144 419            | 8,76 %      |
| Frente de Izquierda y los Trabajadores, Anticapitalista y Socialista (Partido de los Trabajadores Socialistas y la Izquierda Socialista) | 36 975             | 2,24 %      | 33 354             | 2,02 %      |
| Encuentro por Córdoba | 20 573             | 1,24 %      | 20 231             | 1,23 %      |
| Frente Es Posible (Union du centre démocratique et Action pour la République) | 19 266             | 1,17 %      | 18 152             | 1,10 %      |
| Partido Obrero | 16 588             | 1,00 %      | 16 251             | 0,99 %      |

Bureaux de vote examinés: 99,16 %

### Province de La Pampa
| Parti                            | Votes législatives | Pourcentage |
| -------------------------------- | ------------------ | ----------- |
| Parti justicialiste              | 66 799             | 37,74 %     |
| Accord civique et social         | 62 782             | 35,47 %     |
| Pueblo Nuevo                     | 22 217             | 12,55 %     |
| Alianza Frente es Posible        | 12 410             | 7,01 %      |
| Alianza Frente Amplio            | 6 005              | 3,39 %      |
| Pueblo Unido                     | 3 616              | 2,04 %      |
| Moviemiento Federalista Pampeano | 3 191              | 1,80 %      |

Bureaux de vote examinés: 98,73 %

### Province de Mendoza
| Parti | Votes législatives | Pourcentage | Votes sénatoriales | Pourcentage |
| --- | ------------------ | ----------- | ------------------ | ----------- |
| Accord civique et social-UCR-Confe (Union civique radicale, Afirmación Para Una República Igualitaria, Partido Frente De Integración Social Para Un Cambio En Libertad (F.I.S.C.A.L), Consenso Federal (CONFE), Unidad Popular Mendoza) | 414 822            | 48,40 %     | 413 134            | 50,04 %     |
| PJ | 231 709            | 27,03 %     | 208 053            | 25,20 %     |
| Partido Demócrata Pro (Recréer pour la croissance, Proposition républicaine, partido Demócrata) | 123 424            | 14,40 %     | 121 100            | 14,67 %     |
| Parti socialiste | 30 812             | 3,59 %      | 15 298             | 1,85 %      |
| Frente Unidad para el Cambio (Partido Nacionalista Constitucional-UNIR, Movimiento Integración) | 16 074             | 1,88 %      | 14 160             | 1,72 %      |
| Parti ouvrier | 9 132              | 1,07 %      | 9 128              | 1,11 %      |
| La Coalición * | (14 491)           | (1,69 %)    | 13 113             | 1,59 %      |

Bureaux de vote examinés: 98,23 %
- La Coalition est alliée aux socialistes pour les législatives, mais pas pour les sénatoriales.

### Province de Neuquén
Le parti localement au pouvoir, le Movimiento Popular Neuquino, obtient deux députés (José Brillo et Olga Guzmán) tandis que l'UCR obtient un député, Horacio Quiroga.
| Parti/Alliance                      | Votes  | Pourcentage |
| Mouvement populaire neuquinien      | 70 953 | 29,08       |
| Union civique radicale              | 62 990 | 25,82       |
| Front pour la victoire              | 31 577 | 12,94       |
| Union des Neuquiniens - Grand Front | 21 882 | 8,97        |
| Libres du Sud                       | 14 691 | 6,02        |
| Accord civique et social-ARI-PS     | 13 651 | 5,6         |
| Front Pro Fédéral                   | 8 630  | 3,54        |
| Tous pour Neuquén                   | 8 436  | 3,46        |
| Parti ouvrier                       | 6 386  | 2,62        |
| Parti des travailleurs socialistes  | 4 760  | 1,95        |

Source: Journal Río negro

### Province de Río Negro
Oscar Albrieu (Front pour la victoire) et Hugo Castañón (Concertation pour le développement): UCR et autres) sont élus députés; le parti au pouvoir dans la province (Concertation) arrive deuxième.
| Parti/Alliance                     | Total   | Pourcentage |
| Parti justicialiste                | 81 562  | 31,27       |
| Concertation pour le développement | 72 197  | 27,68       |
| ARI                                | 62 156  | 23,83       |
| Parti socialiste                   | 197 389 | 7,57        |
| Parti humaniste                    | 9 825   | 3,77        |
| Parti ouvrier                      | 8 718   | 3,34        |
| Parti communiste                   | 6 559   | 2,53        |

Fuente: Ministerio del Interior

### Province de Santa Cruz
| Parti                                     | Votes (législatives) | Pourcentage |
| ----------------------------------------- | -------------------- | ----------- |
| Accord civique et social                  | 53 141               | 40,45 %     |
| Front pour la victoire                    | 51 453               | 39,17 %     |
| Encuentro Ciudadano                       | 9 352                | 7,12 %      |
| Frente de Unidad Trabajadora              | 5 639                | 4,29        |
| Movimiento Socialista de los Trabajadores | 5 353                | 4,07 %      |

Bureaux de vote analysés: 100 %

### Province de Santa Fe
| Parti | Votes (législatives) | Pourcentage | Votes (sénatoriales) | Pourcentage |
| --- | -------------------- | ----------- | -------------------- | ----------- |
| Frente Progresista Cívico y Social (PS + Partido Democrata Progresista + UCR + ARI)                                        | 661 276              | 39,85 %     | 682 614              | 40,59 %     |
| Frente Santa Fe Federal (Movimiento De Integracion Y Desarrollo, Partido Democrata Cristiano, Partido Conservador Popular) | 661 118              | 39,84 %     | 710 580              | 42,26 %     |
| Front pour la victoire (Partido Intransigente + Partido Progreso Social + Partido Humanista + Frente Grande)               | 158 679              | 9,56 %      | 130 529              | 7,76 %      |
| Partido Socialista Auténtico (Proyecto Sur)                                                                                | 58 662               | 3,54 %      | 42 588               | 2,53 %      |
| Partido Nacionalista Constitucional - UNIR                                                                                 | 38 009               | 2,29 %      | 18 683               | 1,11 %      |
| Política Abierta para la Integración Social                                                                                | 23 937               | 1,44 %      | 22 140               | 1,32 %      |
| Partido Obrero | 16 801               | 1,01 %      | 16 507               | 0,98 %      |

Bureaux de vote analysés: 98,28 %

### Terre de Feu, Antarctique et Îles de l'Atlantique Sud
| Parti                               | Votes  | Pourcentage |
| ----------------------------------- | ------ | ----------- |
| PJ                                  | 15 323 | 25,22 %     |
| Partido Federal Fueguino            | 12 623 | 20,78 %     |
| UCR                                 | 9 064  | 14,92 %     |
| Parti populaire                     | 6 110  | 10,06 %     |
| Proyecto Progresista                | 5 687  | 9,36 %      |
| Hacer por Tierra del Fuego          | 5 074  | 8,35 %      |
| Movimiento Popular Fueguino         | 2 228  | 3,67 %      |
| Parti humaniste                     | 1 463  | 2,41 %      |
| Compromiso de Renovación Provincial | 1 044  | 1,72 %      |
| Proyecto Sur                        | 928    | 1,53 %      |
| Espacio Total                       | 727    | 1,20 %      |
| Intransigente                       | 486    | 0,80 %      |

Bureaux de vote analysés: 97,63 %